# Donnachie-Kliff
Das Donnachie-Kliff ist ein 500 m hohes Felsenkliff auf der antarktischen James-Ross-Insel. Auf der Ulu-Halbinsel ragt es 0,5 km nordöstlich der Back Mesa auf.
Der British Antarctic Survey nahm hier zwischen 1985 und 1986 geologische Untersuchungen vor. Das UK Antarctic Place-Names Committee benannte das Kliff nach 1988 Thomas Donnachie (1921–?), Funker bei der Operation Tabarin in der Hope Bay zwischen 1944 und 1945.